# Línea de costa
La línea de costa es la línea en la superficie de la Tierra que define el límite entre el mar y la tierra firme. Históricamente ha sido uno de los principales elementos registrados por la Cartografía, debido al límite que la línea de costa ha representado para el desarrollo de las actividades humanas.
La línea de costa es a menudo un concepto ambiguo, existiendo varias causas de incertidumbre a la hora de definirla:
- Mareas: el mar cubre extensiones variables dependiendo de la altura de la marea.
- Límite incierto entre el mar y los ríos en las desembocaduras: el límite entre un río y el mar es incierto, por ejemplo, en estuarios o en deltas, donde tanto la profundidad del lecho del río como la composición de sus aguas son muy variables y se mezclan gradualmente en una región muy amplia.
- La precisión utilizada en su determinación: dependiendo de la resolución que se quiera alcanzar en la determinación de la línea de costa, esta puede ser más o menos abrupta. Este concepto determina diferencias importantes en la medida de la longitud de la línea de costa: si se mide la longitud de una costa con una resolución de 1 km se obtendrá un valor considerablemente menor que si se utiliza un mapa más detallado, con un resolución de unas decenas de metros. Esta propiedad de la línea de costa le confiere un carácter fractal.
- Variaciones eustáticas del nivel del mar en escalas de tiempo geológicas.

## Tipos de costas
Según la dirección y forma en que se dispongan los tipos de roca en una costa, se pueden diferenciar dos tipos de línea de costa:
- Costas concordantes: Presentan capas alternas de rocas duras y blandas. Las mismas se disponen de forma paralela a la costa. Las rocas duras actúan como una barrera que previene la erosión de las rocas más blandas.
- Costas discordantes: Las capas alternas de rocas duras y blandas se arreglan en dirección perpendicular a la costa. De esta manera, las rocas blandas son sometidas rápidamente a la acción erosiva de las olas.